# 1206
سنة 1206 كانت سنة بسيطة تبدأ يوم الأحد (الرابط يظهر نموذج التقويم الكامل للسنة) من التقويم اليولياني.

## أحداث
- تأسيس مدينة درسدن وتقع حاليا في ألمانيا.
- 1206م تيموجين يسيطر على منغوليا ويلقب باسم جنكيز خان

## مواليد
- ألبيرتوس ماغنوس، بشكل تقريبي.
- بيلا الرابع.
- جيوك خان.
- يغمراسن بن زيان.

## وفيات
- الجزري
- مقتل «شهاب الدين» - محمد الغوري.
- اختيار الدين محمد بن بختيار الخلجي.